# حداد النصال

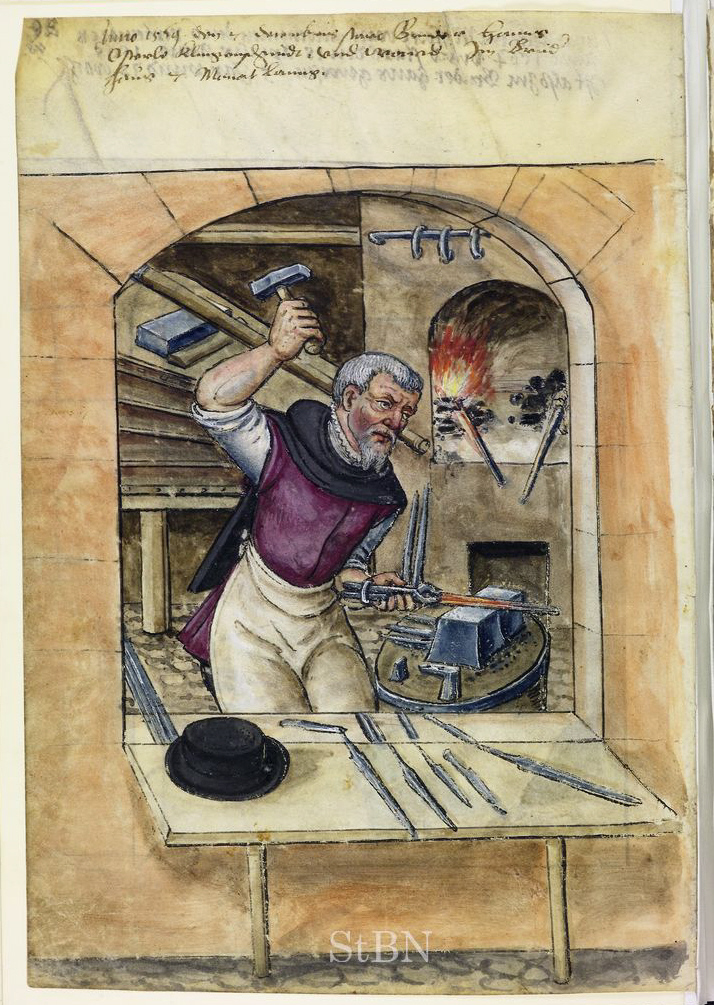
تصوير لحداد النصال (أو السياف) في مدينة نورنبرغ الألمانية، 1569.

حداد النصال هي مهنة يختص بها الحداد في صناعة السكاكين والسيوف والخناجر وبقية النصال الأخرى باستخدام الكور والمطرقة والسندان وغيرها من الأدوات. كان يطلق على حداد النصال المختص بصناعة السيوف باسم السياف.
يستخدم حدادو النصال مهارتهم في صنع الأدوات المعدنية لتشكيل النصال، بالإضافة إلى المهارة في المشغولات الخشبية لتصنيع المقابض، وأحياناً في الصناعات الجلدية لصنع الأغماد.

## اقرأ أيضاً
- حدادة